# Chinese Democracy
Chinese Democracy е шестият пореден албум на американската група Guns N' Roses. Записите по него започват през 1995 г., веднага след края на тригодишното световното турне Use Your Illusion Tour. Според Себастиан Бах, близък приятел на Аксел Роуз, Chinese Democracy ще бъде първата част от общо три албума, като последния трябва се появи на пазара през 2012 г.
Първите записи по новия албум на Guns N' Roses започват в края на `94 и началото на 1995 г. Бившият басист на групата Дъф МакКагън споделя години по-късно: „По това време толкова се бяхме отдалечили един от друг, че си говорехме веднъж на три месеца или само чрез адвокатите си. В групата цареше голямо разногласие по отношение на пътя по който трябваше да продължим след двойния Use You Illusion. Аксел смяташе, че всеки албум на Guns N` Roses трябва да предлага нещо ново и да е различен, подобно албумите на The Beatles, но останалите смятахме, че ние сме рок енд рол банда и трябва да задържим сегашния си курс без да променяме стила си“. До края на 1996 г. съставът на групата е коренно променен. На мястото на Слаш е привлечен Робин Финк от Nine Inch Nails, на баса застава Томи Стинсън от The Replacements, Мат Соръм е заменен със студийния барабанист Джош Фрийз.
В края на 1999 г. групата включва едно грубо обработено парче в саундтрака към футуристичния екшън с Арнолд Шварценегер „Краят на дните“. Песента Oh My God се приема доста противоречиво, както от феновете на групата, така и от музикалните журналисти, поради острия завой към индъстриъл рока. В интервю за MTV Аксел Роуз за първи път разкрива заглавието на бъдещия албум – Chinese Democracy.
В началото на 2000 г. в бандата са привлечени барабанистът Brain от Primus и китаристът Buckethead. Година по-късно, на 1 януари 2001 г., групата в състав Аксел Роуз, Томи Стинсън, Brain, Buckethead, Пол Тобиас, Дизи Рийд, Крис Питман и Робин Финк изнасят първия си концерт в прочутия House of Blues в Лас Вегас.
На 15 януари Guns N' Roses са хедлайнер на третото издание на Rock in Rio в Бразилия, където свирят пред близо 250 000 души. Въодушевлението е огромно и за края на годината е предвидено турне в САЩ. Междувременно Аксел Роуз е придобил правата върху името Guns N' Roses, което е повод за редица съдебни процеси с бившите му колеги.
Така или иначе въпреки огромния успех нов албум няма. В края на 2002 г. след едно доста противоречиво появяване на Музикалните награди на MTV групата отменя цялото си американско турне. Аксел Роуз има сериозни проблеми с гласа си и едва успява да завърши концертите, ето защо доста често прибягва до помощта на кислородна маска поради остър недостиг на въздух.
Междувременно сумата по записите на албума достига 10 млн. долара и Geffen са сериозно обезпокоени от факта, че няма да могат да си върнат вложените средства. Това налага издаването на Greatest Hits през март 2004 г. Въпреки опита на Аксел Роуз, Слаш и Дъф МакКагън да наложат съдебна забрана за издаването му, Geffen печелят. И тук се случва нещо доста интересно. Албумът достига тираж от 4 млн. копия почти без никаква реклама и оглавява Top 40 на Великобритания и влиза в Billboard 200 под #3.
Следват две години мълчание, докато през пролетта на 2006 г. в интернет пространството не изтичат няколко демо версии на песни за които се предполага, че ще бъдат включени в Chinese Democracy. Това са песните Better, TWAT (There Was A Time), The Blues, Madagascar, I.R.S., Catcher in the Rye (в парчето се чува и китарата на Брайън Мей). I.R.S. дори успява да влезе в класацията на Billboard за модерен рок – прецедент, като се има предвид, че това е само демо.
На 12 май Guns N' Roses започват Chinese Democracy World Tour 2007 с концерт в Hammerstein Ballroom в Ню Йорк. Аксел Роуз се завръща във великолепна форма. Изглежда, че проблемите с гласа му са минало и групата е във вихъра си. Концертите минават пред пълни зали и стадиони, дори и критиката е благосклонна. Световното турне на групата се нарежда на четвърто място в края на годината по приходи от продажбата на билети. Така или иначе, и тази година минава без нов албум. Това води до конфликт между Аксел Роуз и мениджъра на групата Мерк Маркуадис, който е уволнен по-късно. Групата отменя оставащите дати от концертите си до февруари с презумцията, че е необходимо време да приключат записите по новия си албум. Обявената дата за излизането на Chinese Democracy е 6 март 2007 г., но още в края на февруари става ясно, че срокът за пореден път няма да бъде спазен. В съобщение в официалния сайт на групата Дел Джеймс съобщава, че записите по албума са приключени и остава само миксиране. До края на годината става ясно, че албумът най-накрая е предаден на Geffen, но двете страни не могат да се споразумеят по финансовите въпроси около издаването му. В края на април 2008 в официално съобщение Аксел Роуз обявява новия мениджмънт на групата – Ървин Азоф и Анди Гулд, които имат дълъг опит в музикалната индустрия. Междувременно една от най-популярните безалкохолни напитки в САЩ – Dr. Pepper обещават, че ако Chinese Democracy бъде издаден през тази година, всеки американец ще получи напълно безплатно бутилка сода.

## Песни
1. Chinese Democracy 	Axl Rose, Josh Freese 	4:43
2. Shackler's Revenge 	Rose, Buckethead, Caram Costanzo, Bryan Mantia, Pete Scaturro 	3:37
3. Better Rose, Robin Finck 	4:58
4. Street of Dreams 	Rose, Tommy Stinson, Dizzy Reed 	4:46
5. If the World 	Rose, Chris Pitman 	4:54
6. There Was a Time 	Rose, Paul Tobias, Reed 	6:41
7. Catcher in the Rye 	Rose, Tobias 	5:53
8. Scraped Rose, Carroll, Costanzo 	3:30
9. Riad n' the Bedouins Rose, Stinson 	4:10
10. Sorry Rose, Carroll, Mantia, Scaturro 	6:14
11. I.R.S. Rose, Tobias, Reed 	4:28
12. Madagascar Rose, Pitman 	5:38
13. This I Love 	Rose 	5:34
14. Prostitute 6:15

Продължителност: 71:18